# スタッド・オリンピック・ドゥ・ラデ
スタッド・オリンピック・ドゥ・ラデ（Stade Olympique de Radès）は、チュニジアのラデスにある多目的スタジアム。チュニスに本拠地を置く二つのサッカークラブ・エスペランス・スポルティーブ・ドゥ・チュニスおよびクラブ・アフリカーンのホームスタジアムで、サッカーチュニジア代表の試合も開催されている。

## 歴史
2001年の地中海競技大会のために建設された。建設当初の名称はスタッド・セット・ノヴェンブルで、これは第2代大統領のザイン・アル＝アービディーン・ベン・アリーが大統領に就任した1987年11月7日にちなんでいる。2001年7月、こけら落としのチュニジアカップ決勝（CSハマムリフvsエトワール・サヘル）が開催された。地中海競技大会終了後はクラブ・アフリカーンとエスペランス・チュニスのホームスタジアムとして活用され、サッカーチュニジア代表の試合も開催されている。
2004年にはアフリカネイションズカップ2004の試合会場となった。
2010年7月28日、トロフェ・デ・シャンピオンのパリ・サンジェルマンFCvsオリンピック・マルセイユが開催された。
2011年、ジャスミン革命によりベン・アリーは大統領を辞任しサウジアラビアに亡命。これを受けてスタジアムの名称が現在のスタッド・オリンピック・ドゥ・ラデに改められた。

## ギャラリー

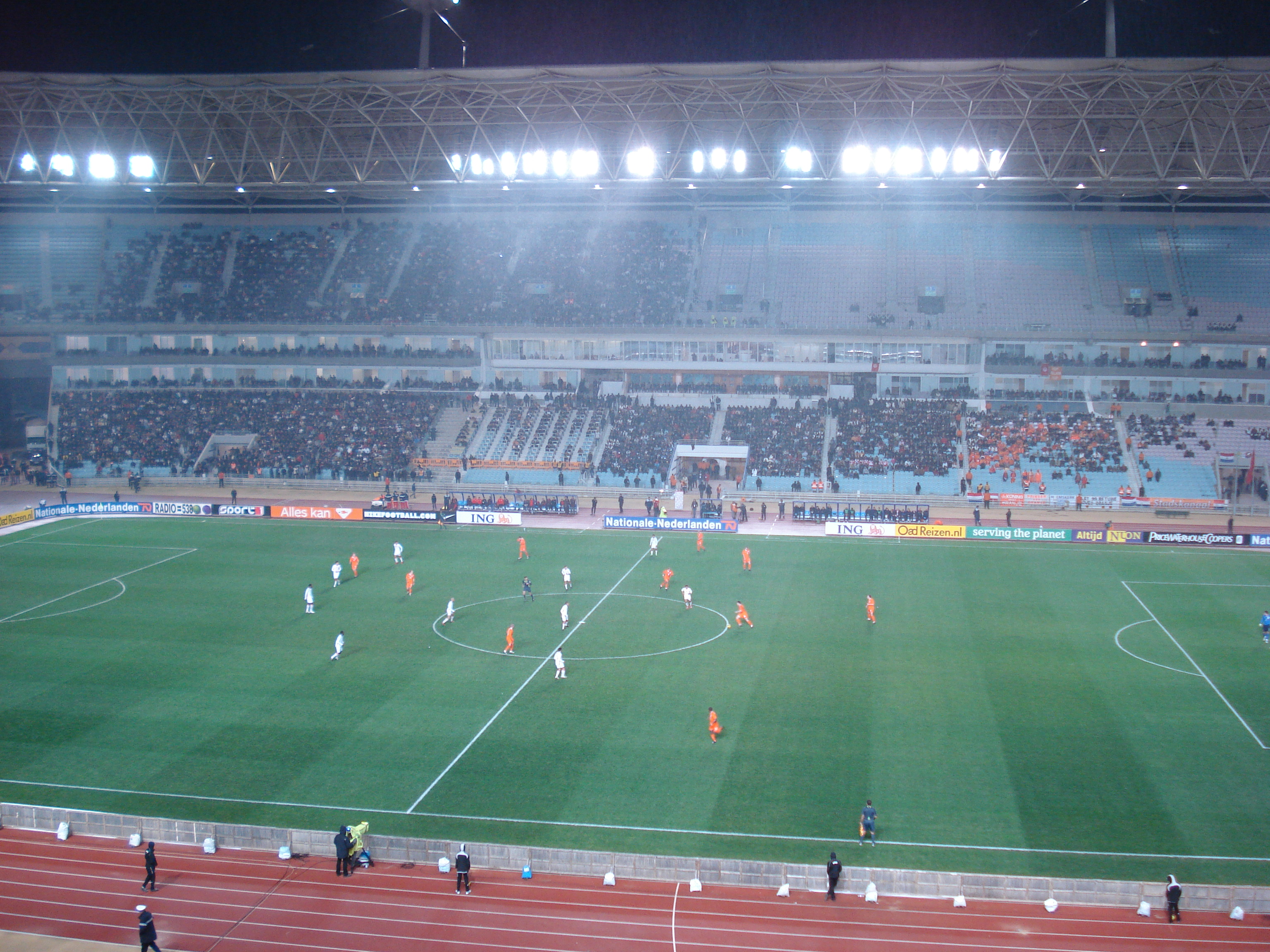
チュニジア代表とオランダ代表の親善試合（2009年2月）
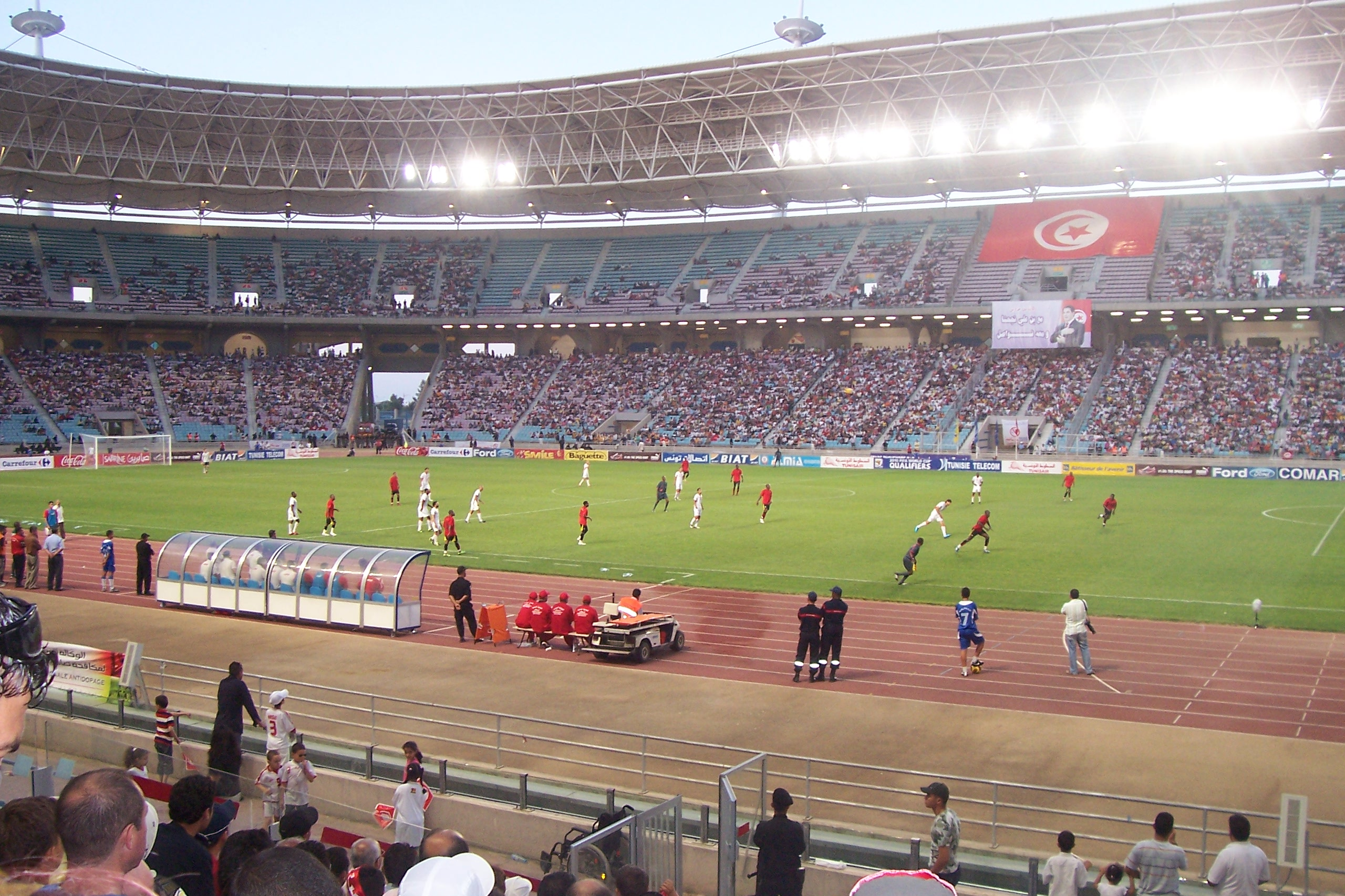
2010 FIFAワールドカップ・アフリカ予選・チュニジア代表対モザンビーク代表
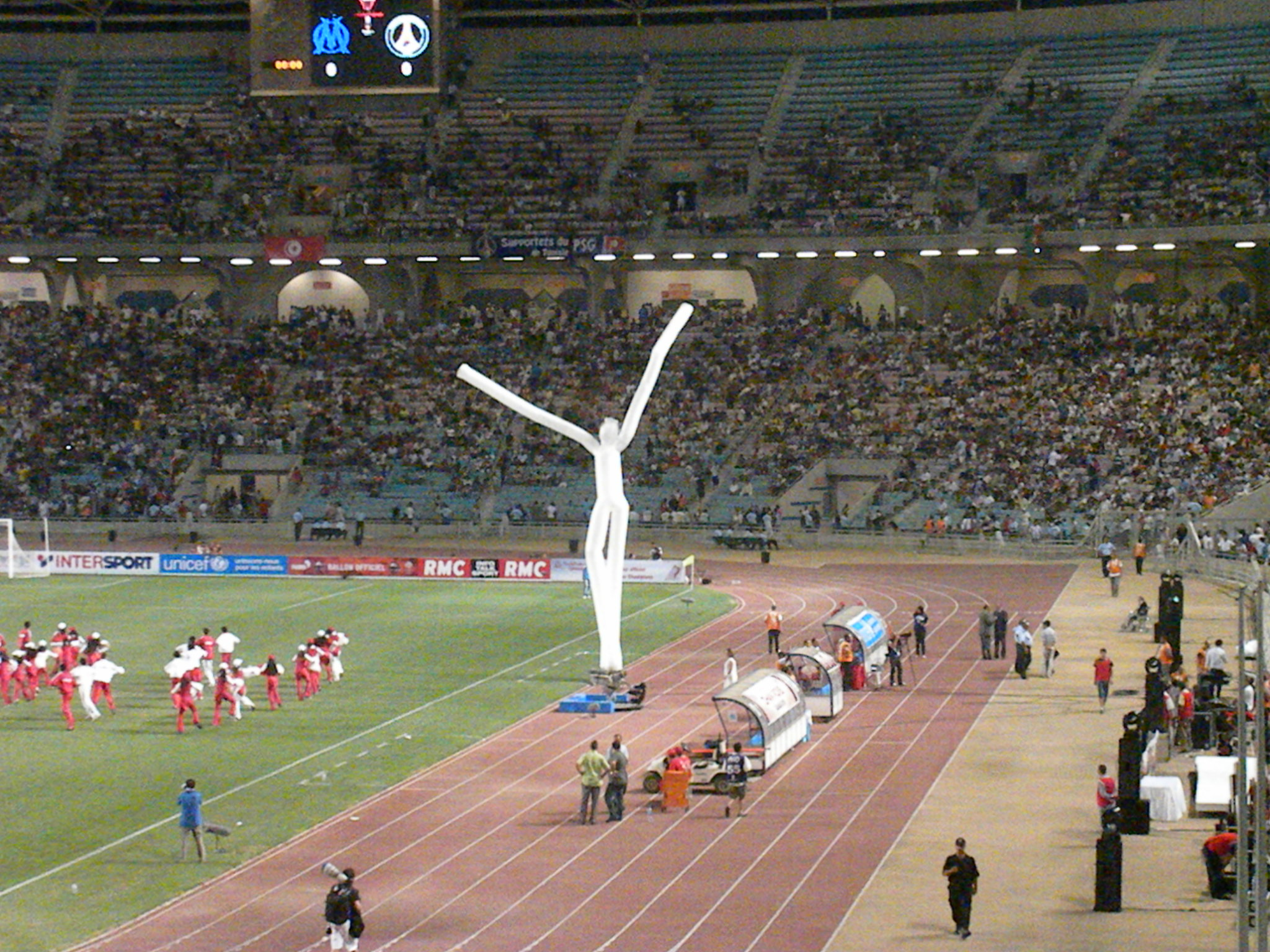
トロフェ・デ・シャンピオン2010 PSG対マルセイユ